# 2020年1月逝世人物列表
2020年逝世人物列表：1月 - 2月 - 3月 - 4月 - 5月 - 6月 - 7月 - 8月 - 9月 - 10月 - 11月 - 12月
2020年1月逝世人物列表，是用于汇总2020年1月期间逝世人物的列表。

## 依日期排序

### 31日
- Golf，24歲，泰國男星。死於皮膚癌。[1]
- 哈立德·比卡拉（英语：Khaled Bichara），48歲，埃及企業家，全球電信控股（英语：Global Telecom Holding）執行長，死於車禍。[2]
- 金晓瑜，63岁，中国社会科学界人物，《江苏社会科学》杂志社原社长。[3]
- 文增显，68岁，中国政治人物，前湖北省民政厅副厅长。病毒性肺炎（疑似感染2019新型冠状病毒肺炎）。[4]
- 居伊·德尔古（英语：Guy Delcourt (politician)），72歲，法國政治人物，前朗斯市長（1998年－2013年）、國民議會議員（2012年－2017年）。[5]
- 朴渊次（韓語：박연차），74岁，韩国商人，制鞋企业泰光实业会长。[6]
- 杨新，80岁，中国艺术史和古代书画鉴定学者，故宫博物院原副院长。[7]
- 王世儒，84岁，中国文史工作者，北京大学图书馆研究馆员，著作《蔡元培年谱新编（插图版）》。[8]
- 亞歷山大·約瑟夫·布魯內特（英语：Alexander Joseph Brunett），86歲，美國神職人員，羅馬天主教西雅圖總教區大主教。[9]
- 陈福寿，88歲，印度尼西亞、中國羽球運動員、教練員。[10]
- 顾国祥，89岁，中国企业管理专家，复旦大学教授。[11]
- 郭殿英，92岁，中国工程师，北京大学外国语学院教职工。[12]
- 瑪莉·海金斯·克拉克（英語：Mary Higgins Clark），92歲，美國推理小說家，曾榮獲愛倫坡獎。[13]
- 雅內茲·史丹諾夫尼克（英语：Janez Stanovnik），97歲，斯洛維尼亞政治人物，前總統（1988年－1990年）。[14]
- 史维继，99岁，中国医疗卫生界人物，上海市牙病中心防治所原党支部书记（1970年－1980年）。[15]
- 安妮·考克斯·錢伯斯（英语：Anne Cox Chambers），100歲，美國企業家、外交官，考克斯企業（英语：Cox Enterprises）董事、駐比利時大使（1977年－1981年）。[16]

### 30日
- 藤田宜永（日语：藤田宜永），69歲，日本作家，2001年獲頒直木獎。[17]
- 沈金安，78岁，中国道路工程专家，交通运输部公路科学研究院研究员。[18]
- 鲁才全，82歲，中國歷史學者，武漢大學教授。[19]
- 葛洪升，88歲，中國政治人物，前浙江省省長。[20]
- 张长寿，90岁，中国考古学家，中国社会科学院考古研究所原副所长。[21]
- 田成仁，93歲，中國演員，以電視劇《籬笆、女人和狗》知名。[22]
- 毛罗·巴雷拉（西班牙語：Mauro Varela），78歲，西班牙政治人物，前眾議院议员（1989年－2000年）。[23]
- 埃爾內多·奧利瓦（英语：Erneido Oliva），87歲，古巴裔美國軍官，曾在豬玀灣事件中擔任第2506旅副指揮官。[24]
- 羅傑·奧林德雷（英语：Roger Holeindre），90歲，法國政治人物，前國民聯盟副主席。[25]
- 盧博斯·杜布羅夫斯基（英语：Luboš Dobrovský），87歲，捷克政治人物，前國防部長（1990年－1992年）、駐俄羅斯大使（1996年－2000年）。[26]
- 維塔利·布科（英语：Vitaliy Boiko），82歲，烏克蘭律師兼政治人物，前司法部長（1990年－1992年）、最高法院主席（英语：Supreme Court of Ukraine）（1994年－2002年）。[27]

### 29日
- 卡西姆·里米（英語：Qasim al-Rimi），41岁，也门政治人物，阿拉伯半島基地組織埃米尔（2015年起），死于空袭。[28]
- 奥梅罗·戈麦斯·冈萨雷斯（西班牙語：Homero Gómez González），50岁，墨西哥环保界人士，罗萨里奥蝴蝶保护区负责人。（遗体发现日）[29]
- 戴爾·莫騰森（英语：Dale L. Mortensen），53歲，美國政治人物，前蒙大拿州眾議院議員（2014年－2020年）。[30]
- 布拉戈亚·格奥尔基耶夫斯基，69岁，马其顿篮球运动员。[31]
- 范九林，73岁，中国青少年足球教练，足球员范志毅之父。[32]
- 梓美千代（日語：梓 みちよ），76歲，日本歌手，她的歌曲在1970年代到1980年代為香港歌手所改編。[33]
- 邁克·丹西斯（英語：Mike Dancis），80歲，拉脫維亞裔澳大利亞籃球運動員，曾參加1964年東京奧運，2000年獲頒澳大利亞體育獎章。[34]
- 托菲格·加西莫夫（英语：Tofig Gasimov），81歲，亞塞拜然政治人物，前外交部長（1992年－1993年）。[35]
- 李九松，85歲，中國滑稽戲演員，以電視劇《老娘舅》知名。[36]
- 原田武（日語：原田 武），87岁，日本法国文学研究家，大阪外国語大学名誉教授。[37]
- 賈振良，87歲，中國相聲演員。[38]
- 露絲·巴特沃思（英语：Ruth Butterworth），87歲，紐西蘭政治學學者，前奧克蘭大學教授。[39]
- 王玄，103岁，中国政治人物，广州市原副市长。[40]

### 28日
- 迪娅尼·索恩（英语：Dyanne Thorne），83歲，美國演員、舞台表演者和歌手。[41]
- 法蘭克·愛德華（英语：Frank Edwards (Illinois politician)），69歲，美國政治人物，前伊利諾州春田市市長（2010年－2011年）。[42]
- 哈利·哈利森（英语：Harry Harrison (DJ)），89歲，美國電台主持人。[43]
- 尼古拉斯·帕森斯（英语：Nicholas Parsons），96歲，英國演員兼廣播電視節目主持人。[44]
- 保羅·法內斯（英语：Paul Farnes），101歲，英國皇家空軍退役飛行員，曾於二戰不列顛戰役立下殊勳。[45]
- 奧斯卡·哈利斯（英语：Oscar N. Harris），80歲，美國政治人物，前北卡羅萊納州鄧恩市（英语：Dunn, North Carolina）市長（2003年－2019年）。[46]
- 羅貝兒（英語：Bonnie Evita Law），35歲，香港名媛，香港時裝品牌Bossini創辦人羅定邦之孫女，羅家駒之長女，於韓國首爾江南區一間整形外科診所進行抽脂手術後死亡。[47][48]
- 蒋金波，58岁，中国江西省赣州市大余县疾病预防控制中心医师。死於心肌梗塞。[49]
- 赵希龙，80岁，中国新闻工作者，《海南日报》经济部原主任。[50]
- 李来源，86岁，中国美术史学家，四川美术学院教授。[51]
- 万仁溥，90岁，中国石油工业人物，原中国石油天然气总公司咨询中心开发部副主任。[52]
- 王永俊，93岁，中国军工业人物，中国兵器工业集团昆明物理研究所后勤处原处长。[53]
- 华建中，94岁，中国人民解放军人物，原总后勤部物资部部长。[54]

### 27日
- 傑森·波蘭（英语：Jason Polan），37歲，美國插畫家。[55]
- 杨晓波，57岁，中国政治人物，黄石市人民政府市长（2009年－2014年）。死于2019冠状病毒病。[56]
- 阿爾貝托·納蘭霍（英语：Alberto Naranjo），78歲，委內瑞拉音樂家。[57]
- 崔昌學（韓語：최창학），78岁，韩国小说家，死於大腸癌。[58]
- 邁克爾·萊特（英语：Michael W. Wright），81歲，美國企業家，超價商店（英语：SuperValu (United States)）執行長兼富國銀行集團董事。[59]
- 藤井章雄（日語：藤井 章雄），82岁，日本英语教育家，早稻田大学名誉教授。[60]
- 陶沙，83岁，中国汉字信息处理专家，中国人民大学文学院教授。[61]
- 高灿光，84岁，中国机电工程学家，哈尔滨工业大学机电工程学院副教授。[62]
- 愛娃·馬克斯（英語：Eva Marks），87岁，奥地利人犹太人大屠杀幸存者。[63]
- 埃德瓦爾達斯·古達維丘斯（英语：Edvardas Gudavičius），90歲，立陶宛歷史學家，以鑽研立陶宛大公國聞名。[64]
- 马计考，92岁，中国司法界人物，最高人民检察院原三厅副厅长。[65]
- 曹锵，96岁，中国灯谜学者，长沙市灯谜研究会顾问。[66]
- 程里，96岁，中国政治人物，广东省人大常委会原副主任（1985年－1993年）。[67]

### 26日
- 路易·尼倫伯格（英語：Louis Nirenberg），94歲，猶太裔加拿大－美國數學家，偏微分方程領域大師，2015年阿貝爾獎得主。[68]
- 納撒尼爾·R·瓊斯（英语：Nathaniel R. Jones），93歲，美國律師、法學家，前美國聯邦第六巡迴上訴法院裁判長（1979年－2002年）。[69]
- 弗謝沃洛德·卓別林（俄語：Всеволод Чаплин），51歲，俄國神職人員，俄羅斯正教會牧師。[70]
- 米修（英语：Michou (cabaret artist)），88歲，法國卡巴萊表演家。[71]
- 2020年卡拉巴萨斯S-76B坠毁事故罹難者：[72]
  - 科比·布萊恩特（英語：Kobe Bryant），41歲，美國退役籃球運動員，曾效力於NBA洛杉磯湖人隊。死於直升機事故。[73]
  - 吉安娜·布萊恩特（英語：Gianna Bryant），13歲，科比·布萊恩特的二女兒，曼巴運動學院之學生與籃球隊選手。死於直升機事故。
  - 約翰·奧特貝里（英语：John Altobelli），56歲，美國棒球教練。[74]
  - 凱麗·奧特貝里（英語：Keri Altobelli），46歲，約翰·奧特貝里之妻。
  - 艾莉莎·奧特貝里（英語：Alyssa Altobelli），13歲，約翰與凱麗·奧特貝里的女兒、吉安娜的隊友。
  - 莎拉·查斯特（英語：Sarah Chester），45歲。
  - 佩頓·查斯特（英語：Payton Chester），13歲，莎拉·查斯特的女兒、吉安娜的隊友。
  - 克莉絲提娜·毛瑟（英語：Christina Mauser），38歲，曼巴運動學院的籃球助教。
  - 阿拉·佐巴揚（英語：Ara Zobayan），50歲，直升機駕駛。
- 王献良，62歲，中國政治人物，武漢市民族宗教事務委員會前主任、正局級領導，感染新型冠狀病毒肺炎病發不治。[75]
- 雷乐长，80岁，中国诗人，作家，《延河》杂志编辑部原编审。[76]
- 刘世参，82岁，中国军事科学家，原装甲兵工程学院教授。[77]
- 薛淼，91岁，中国生物材料研究专家，上海交通大学医学院附属第九人民医院终身教授。[78]

### 25日
- 乔丹·辛诺特，25岁，英格兰足球运动员。[79]
- 张新忠，55岁，中国退伍军人，民警。山东省东明县看守所所长。死於心脏病。[80]
- 祝凤鸣，55岁，中国诗人，文艺评论家。[81]
- 梁武東，62歲，中國大陸醫生，任職於湖北省中西醫結合醫院（新華醫院）耳鼻喉科，感染新型冠狀病毒肺炎病發不治。[82][83]
- 史蒂芬·羅素·里德（英语：Stephen R. Reed），70歲，美國政治人物，前賓夕法尼亞州哈里斯堡市市長（1982年－2010年）。[84]
- 何纪争，82岁，中国画家，西安长安画院原副院长。[85]
- 徐文伯，83岁，中国政治人物，原文化部副部长。[86]
- 叶正，83岁，中国武术家，詠春拳宗師葉問次子。[87]
- 谢自楚，83岁，中国地理学家、冰川学家，湖南师范大学教授，国际欧亚科学院院士。[88]
- 瓦西里·巴卡洛夫（俄語：Василий Бакалов），90岁，苏联工程师，武器设计师。[89]
- 李兆麟，98歲，香港商人，兆安地產創辦人。[90][91]
- 费奥多尔·科马罗夫（俄語：Фёдор Комаров），99岁，苏联及俄罗斯军医，社会主义劳动英雄，俄罗斯科学院院士。[92]

### 24日
- 勒伊拉·賈娜（英語：Leila Janah），37歲，印裔美國人，社會企業家，軟組織肉瘤。[93]
- 罗布·伦森布林克（荷蘭語：Rob Rensenbrink），72岁，荷兰足球运动员。[94]
- 尤里·库兹涅佐夫（俄語：Юрий Кузнецов），73岁，苏联及俄罗斯军事人物，少将军衔。[95]
- 霍斯特·迈尔（德語：Horst Meyer），77岁，德国赛艇运动员。[96]
- 何塞·路易斯·卡斯特羅·麥德林（英语：José Luis Castro Medellín），81歲，墨西哥宗教領袖，前羅馬天主教塔坎巴羅教區主教（2002年－2014年）。[97]
- 喬治斯·卡斯特拉（英语：Georges Castera），83歲，海地詩人兼作家。[98]
- 希莫斯·馬倫（英语：Seamus Mallon），83歲，北愛爾蘭政治人物，前北愛爾蘭行政委員會副首長（1998年－2001年）。[99]
- 佐藤安弘（日語：佐藤 安弘），83岁，日本企业家。[100]
- 易卜生·皮涅羅（英语：Ibsen Pinheiro），84歲，巴西政治人物，前眾議院副議長（2003年－2011年）。[101]
- 彼得·斯塔克（英语：Pete Stark），88歲，美國政治人物，前眾議院議員（加利福尼亞州，1973年－2013年）。[102]
- 李方华，88岁，中国物理学家，中国科学院院士。[103]
- 杜耶·博纳契奇，90歲，克羅地亞賽艇運動員，1952年赫爾辛基奧運金牌。[104]
- 亚历山大·卡恰诺夫（俄語：Александр Качанов），91岁，苏联经济学家，政治人物，对外经济联络部第一副部长（1983年－1991年）。[105]
- 柴·奇喬布（英语：Chai Chidchob），92歲，泰國政治人物，前國會主席（2008年－2011年）。[106]

### 23日
- 罗伯特·阿奇巴尔德（英語：Robert Archibald），39岁，英国篮球运动员。[107]
- 克萊頓·克里斯坦森（英語：Clayton Magleby Christensen），67歲，美國學者、哈佛大學商學院教授，「破壞式創新」（顛覆式創新）理論先驅。[108]
- 弗雷德里克·巴兰坦（英語：Frederick Ballantyne），83岁，圣文森特和格林纳丁斯政治人物，总督（2002年－2019年）。[109]
- 吉姆·萊勒（英語：Jim Lehrer），85歲，美國新聞主播暨小說家。[110]
- 傑克·戈伯爾德（英语：Jake Godbold），86歲，美國政治人物，前佛羅里達州傑克孫維市市長（1978年－1987年）。[111]
- 阿曼多·烏里貝（英语：Armando Uribe），86歲，智利作家、詩人、律師兼外交官，2004年智利國家文學獎（英语：National Prize for Literature (Chile)）得主。[112]
- 松浦暢（日语：松浦暢），88岁，日本英语文学家，成城大学名誉教授。[113]
- 古德伦·鲍瑟王（德語：Gudrun Pausewang），91岁，德国儿童文学作家，代表作《穿过云朵的少女》。[114]
- 阿尔弗雷德·克尔纳（德語：Alfred Körner），93岁，奥地利足球运动员。[115]
- 姜繼軍，年齡不詳，中國醫生，任職江蘇省泰州市人民醫院感染科。因操勞過度引起心跳驟停殉職。[116]

### 22日
- 桑尼·格羅索（英语：Sonny Grosso），89歲，美國影視監製，曾任紐約市警察局警探，電影《霹靂神探》男主角原型。[117]
- 阿都阿兹，86岁，馬來西亞企業家，马来西亚国际航空前董事经理。[118]
- 梅爾文·克勞佛·楊（英语：Merwin Crawford Young），88歲，美國政治學學者，威斯康辛大學麥迪遜分校教授。[119]
- 艾蒂·瓦萊羅（西班牙语：Addy Valero），50歲，委內瑞拉政治人物，全國代表大會副主席（2016年－2020年）。[120]
- 闻欣然，72岁，中国官员，浙江省交通投资集团有限公司原董事长。[121]
- 辛显铭，92岁，中国教育技术专家，南京大学电化教学研究室原主任。[122]
- 周绍民，98岁，中国物理化学家，厦门大学化学化工学院教授。[123]

### 21日
- 宍戶錠（日语：宍戸錠），86歲，日本演員。[124]
- 赫迪·巴庫什（英语：Hédi Baccouche），90歲，突尼西亞政治人物，前總理（1987年－1989年）。[125]
- 特奥多尔·瓦格纳（德語：Theodor Wagner），92岁，奥地利足球运动员。[126]
- 伊恩·圖茲沃斯（英语：Ian Tuxworth），77歲，澳大利亞政治人物，前北領地首長（1984年－1986年）。[127]
- 田吉兹·西古阿（英语：Tengiz Sigua），85歲，政治人物，前總理（1992年－1993年）。[128]
- 南寶元（朝鲜语：남보원），83歲，韓國喜劇演員。[129]
- 特里·瓊斯（英語：Parry Jones），77歲，英國威爾士喜劇演員，兼紀錄片導演與童書作家。[130]
- 弗拉基米尔·穆拉维约夫（俄語：Владимир Муравьёв），81岁，苏联军事人物，上将，俄罗斯联邦战略导弹部队副总司令（1993年－2000年）。[131]
- 徐大鹏，75岁，中国环保界人士，湖北省武汉市环境科普教研员。肺部感染。[132]
- 伍法岳，88岁，美籍华裔数学物理学家，东北大学荣誉教授。[133]
- 2020年1月21日香港海關沙洲反走私行動撞船事故殉職關員 - [134]
  - 吳詠敏，43歲，香港海關高級關員
  - ，39歲，香港海關署理高級關員
  - 黃焯梆，26歲，香港海關關員

### 20日
- 拿督薛亚朝，75岁，马来西亚政治人物，前任吉里望区州议员兼甲州行政议员。[135]
- 柯佳洛（捷克語：Jaroslav Kubera），72岁，捷克政治人物，參議院議長（2018年起）。[136]
- 吴美润，54岁，马来西亚孙中山槟城基地纪念馆负责人，电影《夜明》监制。[137]
- 卢思源，87岁，中国翻译家，上海市外文学会名誉会长。[138]
- 田中和泉（日語：田中 和泉），88岁，日本商界人物。前東京放送控股社长（1989年－1991年）。[139]
- 永井美之（日語：永井 美之），80岁，日本病毒学家。[140]

### 19日
- 张宝三，80岁，中国政治人物，云南省人大常委会原副主任（1998年－2003年）。[141]
- 王仲才，80岁，中国教育家，江西大学原校长。[142]
- 原知佐子（日语：原知佐子），84歲，日本演員。[143]
- 刘代良，86岁，中国文物博物馆学专家，南开大学历史学院教授。[144]
- 孫國良，87歲，中國京劇藝術家，專攻老生。[145]
- 方守贤，87歲，中國粒子加速器物理學家，前中國科學院高能物理研究所所長，中國科學院院士。[146]
- 奈良原一高（日語：奈良原 一高），88歲，日本攝影家。[147]
- 詹姆斯·莫利森（英语：James Mollison），88歲，澳大利亞藝術品收藏家，前澳洲國立美術館（1977年－1989年）及維多利亞國立美術館館長（1989年－1995年）。[148]
- 薄化川，90岁，中国机械工程专家，哈尔滨工业大学机电工程学院教授。[149]
- 吉米·希斯（英語：Jimmy Heath），93歲，美國薩克斯風演奏家，爵士樂樂團希斯兄弟成員。[150]
- 曼菲德·克萊恩斯（英語：Manfred Clynes），94岁，奥地利裔美国科学家。[151]
- 辛格浩（韓語：신격호），98歲，日本韓裔企业家，樂天集團（LOTTE Group）創始人兼名譽會長。[152]
- 王家扬，101岁，中国政治人物，浙江省政协原主席。[153]

### 18日
- 阿卜杜勒·曼南（英语：Abdul Mannan (politician, born 1953)），66歲，孟加拉政治人物，國民議會議員。[154]
- 羅格特的麥克倫南勳爵（英语：Robert Maclennan, Baron Maclennan of Rogart），83歲，英國政治人物，前自由民主黨主席（1995年－1998年）。[155]
- 楊少山，97歲，中國中醫師，杭州市中醫院内科主任。[156]
- 李海，93岁，中国人民解放军人物，原南昌陆校校务部部长。[157]
- 方駿，77歲，中國畫家，南京藝術學院教授。[158]
- 大衛·奧爾尼（英语：David Olney），71歲，美國資深歌手，受邀參加佛羅里達州的音樂節擔任表演嘉賓，演出時心臟病發搶救不治。[159]

### 17日
- 哈根德拉·塔帕·馬加爾（英语：Khagendra Thapa Magar），27歲，尼泊爾侏儒症患者，金氏世界紀錄最矮男人。[160]
- 韦经航，57岁，中国企业人物，南宁（中国—东盟）商品交易所有限公司总裁。[161]
- 彼得罗·阿纳斯塔西（義大利語：Pietro Anastasi），71岁，意大利足球运动员。[162]
- 高木守道（日語：高木 守道），78歲，日本棒球運動員，前中日龍總教練。[163]
- 德里克·福德斯（英語：Derek Fowlds），82歲，英國演員。[164]
- 岩佐美代子（日语：岩佐美代子），93歲，日本文學者。[165]
- 拉赫桑·埃傑維特（英语：Rahşan Ecevit），97歲，土耳其政治人物，前總理比伦特·埃杰维特之妻，民主左翼黨創立黨魁。[166]
- 黃順姬（韓語：황순희），100歲，北韓政治人物。[167]

### 16日
- 赵忠祥，78岁，中国中央电视台播音员、主持人。死於鳞状细胞癌。[168]
- 葛本仪，87岁，中国语言学家，山东大学教授。[169]
- 夏铭智，90岁，中国军队文职干部，国防科技大学原副校长。[170]
- 闵季骞，96岁，中国民族音乐教育家。[171]
- 哈里·哈斯克爾（英语：Harry G. Haskell Jr.），98歲，美國政治人物，前威明頓市長（1969年－1973年）。[172]
- 貝瑞·塔克威爾（英语：Barry Tuckwell），88歲，澳大利亞法國號演奏家。[173]

### 15日
- 克里斯多福·托爾金（英語：Christopher Tolkien），95歲，英國作家，《魔戒》作者J·R·R·托爾金之子。[174]
- 洛基·強森（英语：Rocky Johnson），75歲，加拿大前職業摔跤手，2008年WWE名人堂得獎人，演員巨石強森之父。[175]
- 尼古拉·齐姆巴尔（俄語：Николай Цымбал），94岁，苏联军事人物，空军中将。[176]
- 伊万·乌斯季诺夫（俄語：Иван Устинов），100岁，苏联情报官员，中将，克格勃第三总局局长（1970年－1974年）。[177]
- 铃村兴太郎（日語：鈴村 興太郎），76岁，日本经济学家。[178]
- 佐藤研一郎（日語：佐藤 研一郎），88岁，日本企业家，前羅姆公司社长（1958年－2010年）[179]
- 太田敏郎（日語：太田 敏郎），92岁，日本企业家，能率电器公司名誉会长。[180]
- 周宜兴，82岁，中国作家，甘肃省政协原副主席（1998年－2008年）。[181]
- 曲延坤，88岁，中国作家，山东省作家协会原副主席（1988年－1994年）。[182]
- 纪凯林，90岁，中国经济管理学家，南开大学教授、管理学系原系主任。[183]

### 14日
- 刘海霞，35岁，中国电化学学者，南京大学化学化工学院特任副研究员。[184]
- 石井雅實（日语：石井雅実），67歲，日本實業家，前簡保生命保險社長（2012年－2017年）。[185]
- 納傑茲達·克尼普洛娃（英语：Naděžda Kniplová），87歲，捷克歌劇女高音。[186]
- 卡尔·麦克纳尔蒂（英語：Carl McNulty），89岁，美国篮球运动员。[187]
- 梁军，89岁，新中国第一位女拖拉机手、第三套人民币1元纸币的“人民币女郎”。[188]
- 約翰·納爾遜·勃蘭登堡（英语：John N. Brandenburg），90歲，美國陸軍中將，前第101空降師司令（1978年－1980年）。[189]

### 13日
- 吴花燕，24岁，中国贵州铜仁市人，因极度贫困，將大部分費用，挪作弟弟醫藥費。長期的营养不良，导致併發心、腎水腫等多種疾病死亡。[190][191]
- 朱仰丘，39歲，台灣人，前中華民國立委朱高正之子，車禍。[192]
- 坪内祐三（日语：坪内祐三），61歲，日本評論家。[193]
- 卡洛斯·希龙（西班牙語：Carlos Girón），65歲，墨西哥跳水運動員，1980年莫斯科奧運銀牌得主。[194]
- 莫里斯·穆舍罗（法語：Maurice Moucheraud），86岁，法国自行车运动员。[195]
- 安德魯·卡什塔（英语：Andrew Kashita），87歲，尚比亞共和國政治人物，前運輸通信大臣（1991年－1994年）。[196]
- 穆拉德·威爾弗里德·霍夫曼（英语：Murad Wilfried Hofmann），88歲，德國外交官，前駐阿爾及利亞（1987年－1990年）及摩洛哥（1990年－1994年）大使。[197]
- 蔡其侃，95岁，中国政治人物，北京市侨联原副主席，第七届全国政协委员。[198]

### 12日
- 罗杰·斯克鲁顿爵士（英語：Sir Roger Scruton），75歲，英國保守主義哲學家。[199]
- 保罗·冈卡尔维斯（英语：Paulo Gonçalves (motorcyclist)），40岁，葡萄牙越野摩托赛车手。参加2020年达喀尔拉力赛的第7赛段时撞车身亡。[200]
- 東尼·加奈（英语：Tony Garnett），83歲，英國電影製片、導演。肯·洛區的早期合作夥伴，曾參與《鷹與男孩》的製作。[201]
- 郭轶，46岁，中国摄影家。《大众摄影》杂志社第二编辑部主任。[202]
- 孙席珍，91岁，中国基督教牧师，内蒙古基督教协会原副会长。[203]
- 青山京子（日語：青山 京子），84歲，日本女演員，昭和時代男歌手小林旭的妻子，肺癌。[204]
- 爱德华多·卡里莱斯（西班牙語：Eduardo Carriles），96岁，西班牙政治人物，财政部长（1976年－1977年）。[205]
- 羽坂勇司（日語：羽坂 勇司），99岁，日本齿科医师，青山学院原理事長。[206]

### 11日
- 吴元梁，82岁，中国马克思主义哲学家，中国社会科学院研究生院教授。[207]
- 孙晋良，99岁，中国抗日战争老兵，南京大屠杀幸存者。[208]
- 杨光世，100岁，中国教育工作者，北京联合大学商务学院院长。[209]
- 任宅根（韓語：임택근），87岁，韩国新闻播音员、主持人，歌手任宰範之父。[210]
- 樱田一男（日語：桜田 一男），71岁，日本職業摔角选手。[211]
- 数原洋二（日語：数原 洋二），99岁，日本企业家。三菱鉛筆公司原社长。[212]

### 10日
- 卡布斯·本·賽義德·阿勒賽義德（阿拉伯語：قابوس بن سعيد آل سعيد），79歲，阿曼賽義德王朝第14代蘇丹（1970年－2020年）。[213]
- 約翰·克羅斯比（英语：John Crosbie），88歲，加拿大政治人物，前紐芬蘭和拉布拉多省省督（2008年－2013年）。[214]
- 圭多·梅西纳（義大利語：Guido Messina），89歲，義大利自行車競賽選手，1952年赫爾辛基奧運金牌。[215]
- 余世平，56岁，中国政治人物，中共武汉市委机构编制委员会办公室主任。[216]
- 程侣柏，86岁，中国染料化学家，大连理工大学教授。[217]
- 吴树青，88岁，中国经济学家，北京大学原校长（1989年－1996年）。[218]
- 张祖训，90岁，中国分析化学家，南京大学化学化工学院教授。[219]
- 查爾芳勳爵（英语：Alun Gwynne Jones, Baron Chalfont），100歲，英國政治人物，外交及聯邦事務國務大臣（1964年－1970年）、在英國常駐西歐聯盟代表（1969年－1970年）任內負責英國入歐談判。[220]
- 渡边利雄（日語：渡辺 利雄），84岁，日本美国文学研究家，東京大学名誉教授。[221]
- 今成元昭（日語：今成 元昭），94岁，日本文学研究者，立正大学名誉教授。[222]

### 9日
- 邢增華，59歲，新加坡填詞人。[223]
- 刘秉魁，82岁，中国电影化妆师。[224]
- 龚祖文，82岁，中国高等教育学研究学者，华中农业大学公共管理学院教授。[225]
- 王雨生，83岁，中国仪器仪表业界人物，中国仪器仪表学会名誉副理事长。（讣闻公开日）[226]
- 伊万·帕瑟（捷克語：Ivan Passer），86岁，捷克电影导演，编剧。[227]
- 杨棠阿訇，88岁，中国政治人物，广州市伊斯兰教协会原会长，广东省政协委员。[228]
- 马炳发，89岁，中国人民解放军空军人物，原空军西安指挥所政治委员。[229]
- 孙雨林，91岁，中国人民解放军人物，原第二炮兵第51基地政治委员。[230]
- 楊邦孝，93歲，新加坡前首席大法官。[231]
- 格雷格·盖茨（英語：Greg Gates），93岁，美国赛艇运动员。[232]
- 叶述先，94岁，中国政治人物，中共济南市委原副秘书长兼办公室主任。[233]
- 山口祐司（日語：山口 祐司），年龄不详，日本动画导演。（讣闻公开日）[234]

### 8日
- 巴達霍斯女公爵皮拉（西班牙語：María del Pilar de Borbón y Borbón-Dos Sicilias），83岁，西班牙公主，国王胡安·卡洛斯一世的姐姐。[235]
- 巴克·亨利（英語：Buck Henry），89歲，曾獲奧斯卡獎提名的美國作家、演員以及電視導演。[236]
- 刘国玺，75岁，缅甸政治人物，果敢自治区原国会议员。[237]
- 朱育理，85岁，中国航空工业总公司原总经理。[238]
- 涂光曙，87岁，植物科学技术学家，华中农业大学副教授。[239]
- 曹灿，87岁，中国表演艺术家。[240]
- 大野庆人（日语：大野慶人），81岁，日本舞踏艺术家。[241]
- 彼得·柯爾斯坦（英语：Peter T. Kirstein），86歲，英國計算機科學家，TCP/IP推廣者，歐洲網際網路之父，死於腦瘤。[242]

### 7日
- 西尔维奥·霍塔（英語：Silvio Horta），45歲，美國影視編劇，著名作品為《醜女貝蒂》，自殺。[243]
- 尼爾·佩爾特（英語：Neil Peart），67歲，加拿大前衛搖滾樂團匆促的鼓手與作詞人。死於膠質母細胞瘤。[244]
- 李梦桃，78岁，中国英语教育家，海南大学外国语学院教授。[245]
- 裘樟鑫，82岁，中国政治人物，嘉兴市政协原副主席，民进嘉兴市委原主委。[246]
- 连家生，82岁，中国书法家，澳门书法家协会主席。[247]
- 張秋華，83歲，中华民国政治人物，曾任第11屆苗栗縣長。[248]
- 法赫魯丁·易卜拉欣（英语：Fakhruddin G. Ebrahim），91歲，巴基斯坦法官及政治人物，前司法部長（1971年－1977年）。[249]
- 池志强，95歲，中國神經藥理學家，中國工程院院士，中國科學院上海藥物研究所研究員。[250]
- 方堃，97岁，中国教育界人物，中央音乐学院原教务长。[251]
- 周克，103岁，中华人民共和国政治人物，中共上海市委组织部原部长。[252]

### 6日
- 米歇爾·迪迪斯海姆（英语：Michel Didisheim），89歲，比利時貴族，前鮑杜安國王基金會（英语：King Baudouin Foundation）總裁兼執行長（1976年－2001年）。[253]
- 麥克·菲茨派翠克（英語：Mike Fitzpatrick），56歲，美國政治人物，前眾議院議員（2011年－2017年）。[254]
- 彭仲明，89岁，中国水稻育种专家，华中农业大学植物科学技术学院教授。[255]
- 章锦涛，92岁，中国政治人物，海南省政协原副主席（1988年－1993年）。[256]
- 李善中（韓語：이선중），95岁，韩国法学家、政治人物，前法务部部长（1976年－1978年）。[257]

### 5日
- 安瑞·傑爾格尼亞（英语：Anri Jergenia），78歲，阿布哈茲共和國政治人物，前總理（2001年－2002年）。[258]
- 查羅奇·納特·查圖爾夫迪（英语：T. N. Chaturvedi），90歲，印度政治人物，前卡纳塔克邦總督（2002年－2007年）。[259]
- 英向东，47岁，中国建筑环境与能源应用工程学者，哈尔滨工业大学教师。[260]
- 张洪祥，79岁，中国油画家，山东艺术学院教授。[261]
- 汉斯·蒂尔科夫斯基（德語：Hans Tilkowski），84岁，德国足球运动员。[262]
- 刘中一，89岁，中国农业经济学家，政治人物，原农业部部长（1990年－1993年）。[263]
- 荒川和夫（日語：荒川 和夫），92岁，日本实业家，札幌啤酒公司原社長。[264]

### 4日
- 蒋洪德，77岁，中国机械工程专家，中国工程院院士。[265]
- 丁协平，82岁，中国数学家，四川师范大学教授。[266]
- 刘清才，66岁，中国东北亚国际政治学者，吉林大学教授。[267]
- 朱正普，79岁，中国水利工程师，安徽省水利厅总工程师。[268]
- 王兆民，84岁，中国政治人物，中国民主建国会中央常委，云南省政协原副主席。[269]
- 王铁儒，89岁，中国土工合成材料学家，浙江大学教授。[270]
- 吉用清（日語：吉用 清），71岁，日本劍術家。[271]
- 广谷顺子（日語：広谷 順子），63岁，日本歌手，作曲家。死於乳腺癌。[272]
- 喬治‧杜博夫（法語：Georges Dubœuf），86岁，法國釀酒師。[273]

### 3日
- 卡西姆·蘇萊曼尼（波斯語：قاسم سلیمانی），62岁，伊朗伊斯兰革命卫队少將。死於美軍空襲。[274]
- 阿布·马赫迪·穆罕迪斯（阿拉伯語：أبو مهدي المهندس），65岁，伊拉克-伊朗政治和军事人物。死於美軍空襲。[275]
- 周瑤慧，50歲，香港教育界人物，香港中文大學拓展及籌募處長。[276]
- 马淑华，73岁，中国评剧表演艺术家，第七届梅花奖得主。[277]
- 朱先仓，101岁，中国政治人物，原浙江省建委城建局副局长。[278]

### 2日
- 2020年中華民國空軍UH-60M黑鷹直升機墜毀事故：[279][280][281]
  - 沈一鳴：62歲，中華民國空軍二級上將（追晉一级上將）、參謀總長；
  - 黃聖航：33歲，中華民國空軍少校（追晉中校）、參謀總長侍從官；
  - 韓正宏：51歲，中華民國陸軍一等士官長、參謀本部總士官督導長；
  - 親文：59歲，中華民國空軍少將（追晉中將）、政戰局副局長；
  - 洪鴻鈞：54歲，中華民國陸軍少將（追晉中將）、情次室助理次長；
  - 葉建儀：40歲，中華民國空軍中校（追晉上校）、直昇機正駕駛；
  - 劉鎮富：31歲，中華民國空軍上尉（追晉少校）、直昇機副駕駛；
  - 許鴻彬：39歲，中華民國空軍二等士官長（追晉一等士官長）、直昇機機工長。
- 张炳逵，71岁，中华人民共和国政治人物，哈尔滨工业大学附属中学原理事长。[282]
- 林天乙，76岁，中华人民共和国历史学家，厦门大学人文学院教授。[283]
- 陈苏厚，83岁，中华人民共和国政治人物，海南省人大常委会副主任（1997年－2003年）。[284]
- 陆士良，92岁，中国矿井巷道布置专家，中国矿业大学教授。[285]
- 羅肇唐，93歲，香港商人，裕泰興創辦人。[286]
- 三宅雪子（日語：三宅 雪子），54歲，日本記者、政治家，曾任富士電視台記者及眾議員。（遺體發現日期）[287]
- 上原正三（日語：上原 正三），82歲，日本編劇，代表作系列。[288]
- 洪昌善（韓語：홍창선），76岁，韩国政治人物，前国会议员、科学技术院院长。[289]

### 1日
- 黃維彬，71歲，新加坡軍事人物，前新加坡武裝部隊三軍總長（1992年－1995年）。[290]
- 大卫·斯特恩（英語：David Stern），77歲，美國律師，前NBA总裁（1984年－2014年）。死於脑溢血。[291]
- 亚历山大·布拉贡拉沃夫（俄語：Александр Благонравов），86岁，苏联装甲车设计师，BMP-2、BMP-3步兵战车总设计师。[292]
- 荒谷俊治（日語：荒谷 俊治），89岁，日本古典音乐指挥家。[293]
- 唐·拉森（英語：Don Larsen），90歲，美國棒球運動員，前美國職棒大聯盟投手，1956年曾投出迄今為止唯一一場世界大賽完全比賽的先發投手。口腔癌。[294]
- 阿拉坦敖其尔，90岁，中华人民共和国政治人物，内蒙古自治区人大常委会原副主任、自治区原副主席。[295]
- 王万林，92岁，中国人民解放军海军将领，原海军航空兵部副司令员。[296]
- 沃尔特·海曼（英語：Walter Hayman），93岁，英国数学家。[297]
- 罗思仁，96岁，马来西亚政治人物，沙巴州首位华裔首长（1965年－1967年）[298]
- 焦若愚，104岁，中华人民共和国政治人物，原中顾委委员（1987年 - 1992年）、北京市人民政府市长（1981年－1983年）。[299]